# Anker-palota
Az Anker-palota, közismertebb nevén Anker-ház eklektikus stílusban épült palota Budapest-Terézvárosban, az Anker köz 1–3. szám alatt, a Deák Ferenc tér szomszédságában. 2013 óta használaton kívül áll, mivel állapota életveszélyessé vált.

## Története
1907-ben a bécsi székhelyű Anker Élet- és Járadékbiztosító Rt. pályázatot írt ki pesti székháza1 megépítésére. A pályázók között volt Lechner Ödön, Walter Sobotka, illetve Alpár Ignác, akinek a terve lett a győztes. 1908-ban kezdték el építeni Várnai Lajos építész vezetésével, és 1910-ben fejezték be. A mai Anker köz eredetileg az épülethez tartozó nyitott bazársorként működött (Anker-udvar). A második világháborút követően a Szovjetuniónak háborús jóvátételként átadott Kelet-Európai Biztosító székháza volt. A háborút követő államosítás után, 1953-tól tanácsi bérházként is működött. 1961-ben kapott utoljára felújítást.

## Az épület ma
A Zsolnay-kerámiákkal és Kisfaludy Stróbl Zsigmond domborműveivel díszített monumentális épület meghatározó látványossága Budapest belvárosának, azonban egyre romló állapota miatt életveszélyessé vált. Régóta esedékes rekonstrukciója egyelőre várat magára.

## Érdekességek
Itt lakott Békés Itala, Hofi Géza, Polónyi Gyöngyi, Rátkai Márton színészek és Kiss László szobrászművész. A középső nagy kupola Buna Konstantin festő műterme volt.
A timpanon alatt még halványan olvasható a hajdani irodaházi funkcióra utaló felirat: „Élet és járadék – ANKER Biztosító Társaság”.

## Képtár

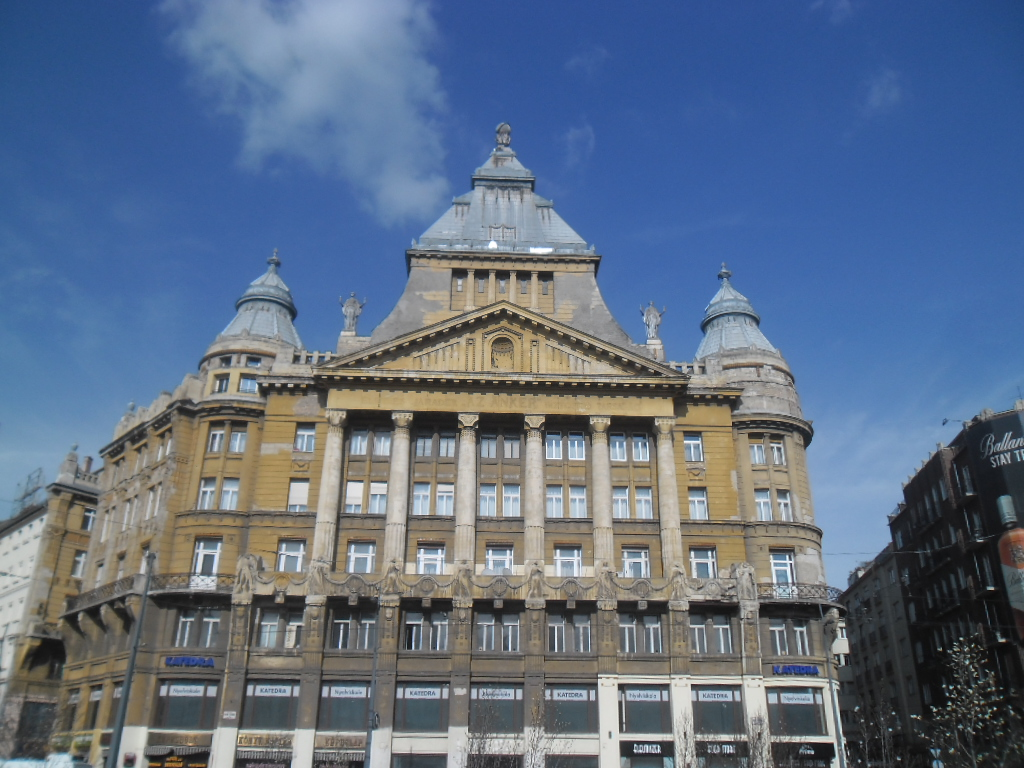
A Kiskörút felőli homlokzat felső része
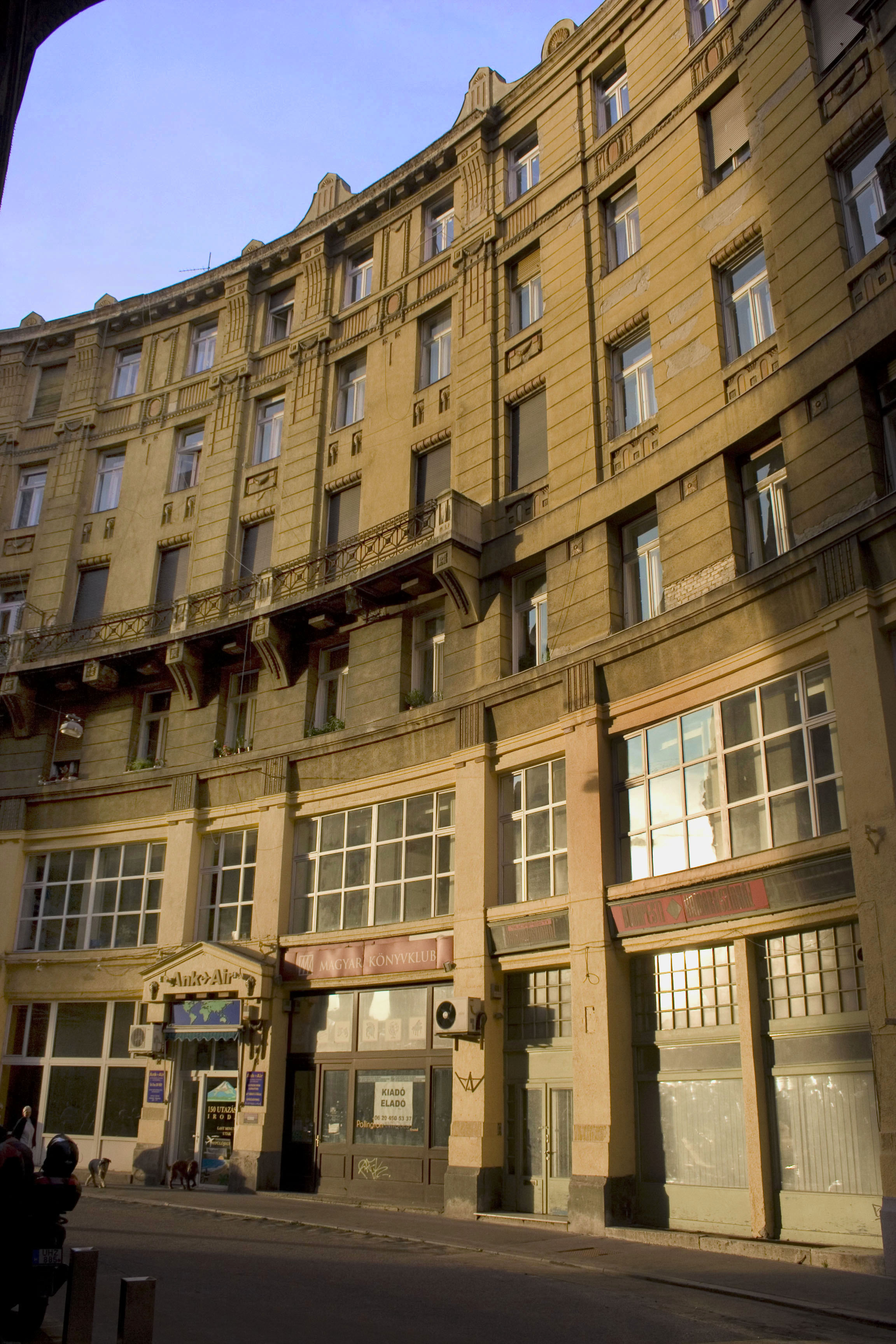
Anker köz
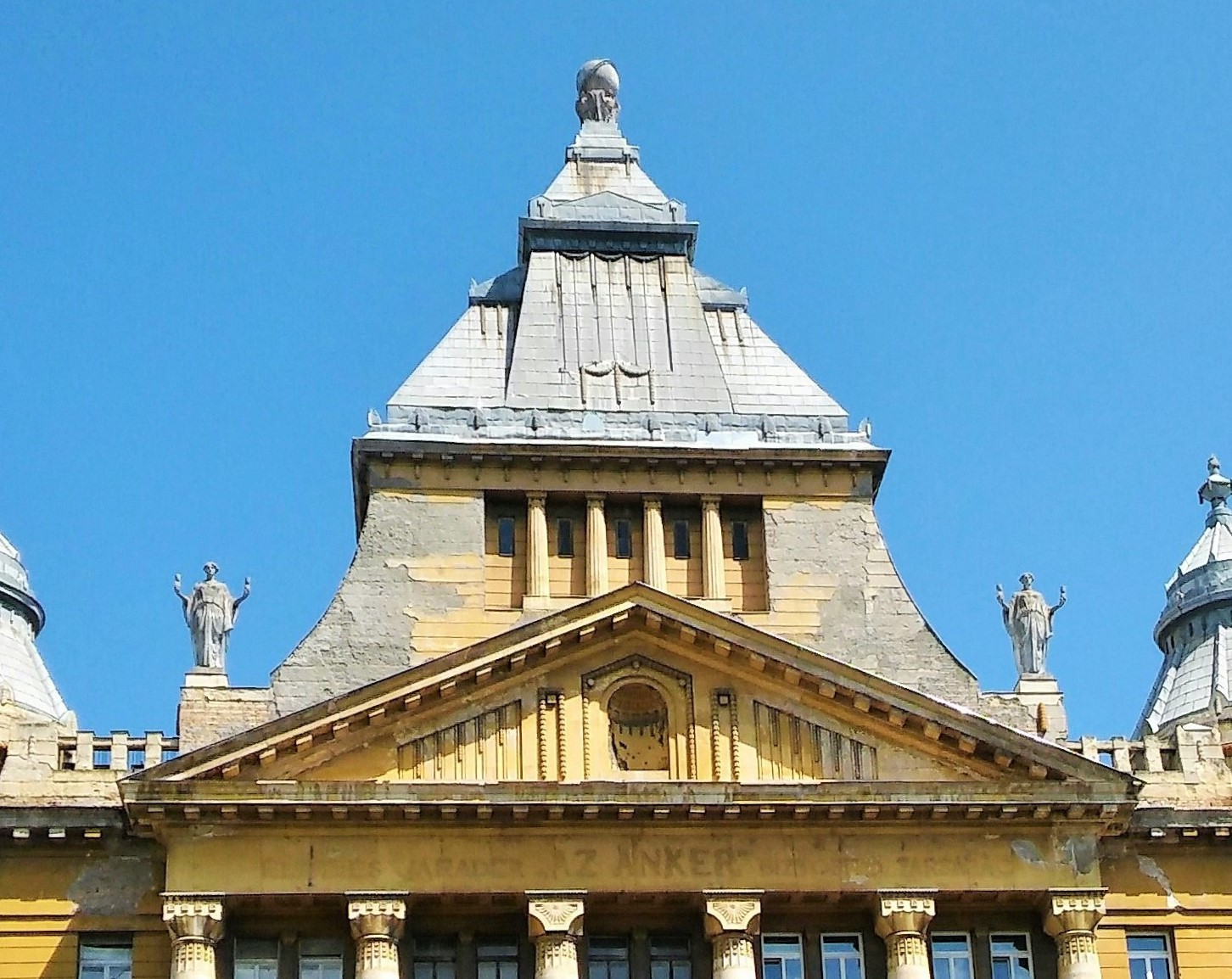
Külső részletek
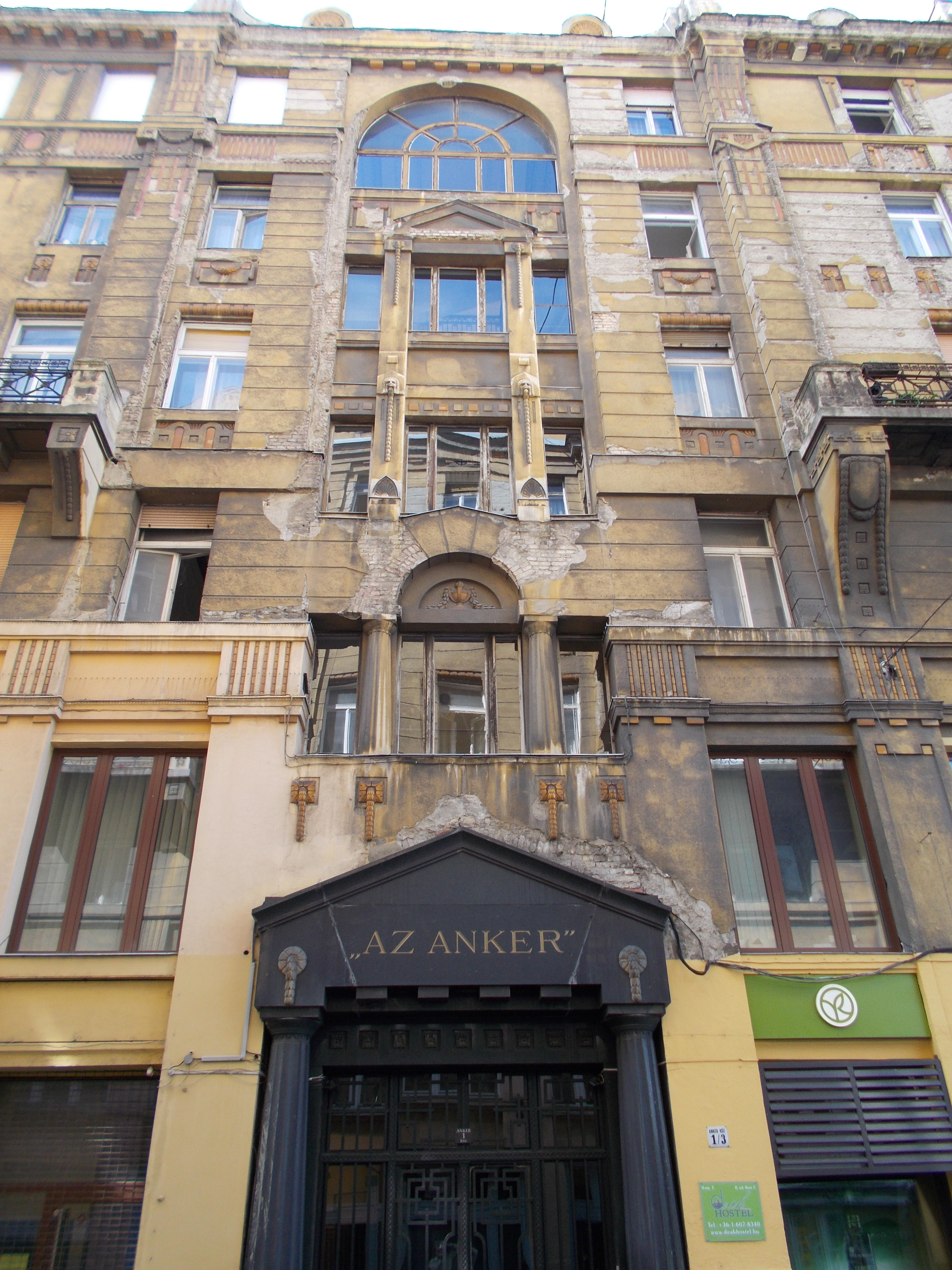
külső részletek
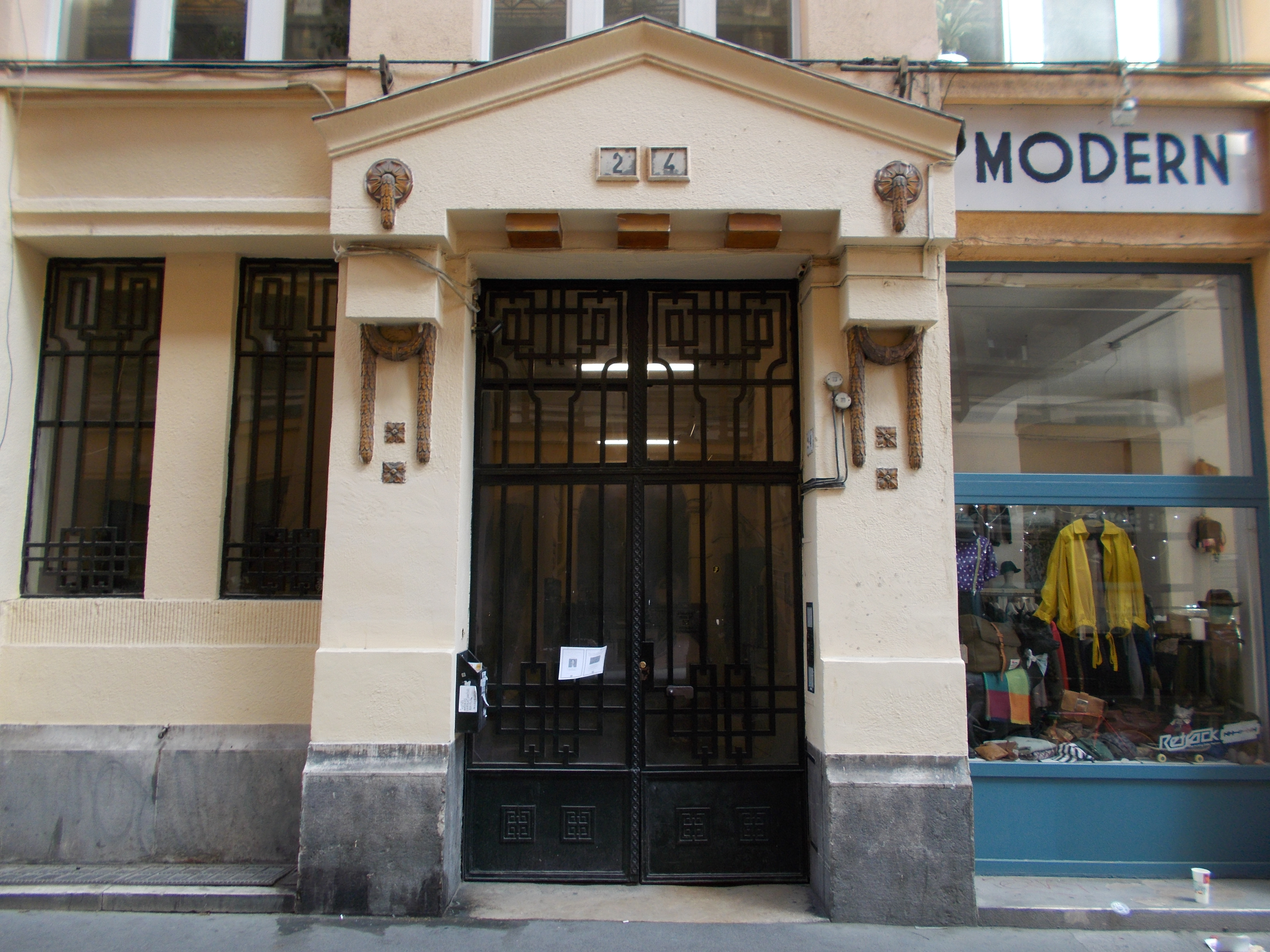
külső részletek
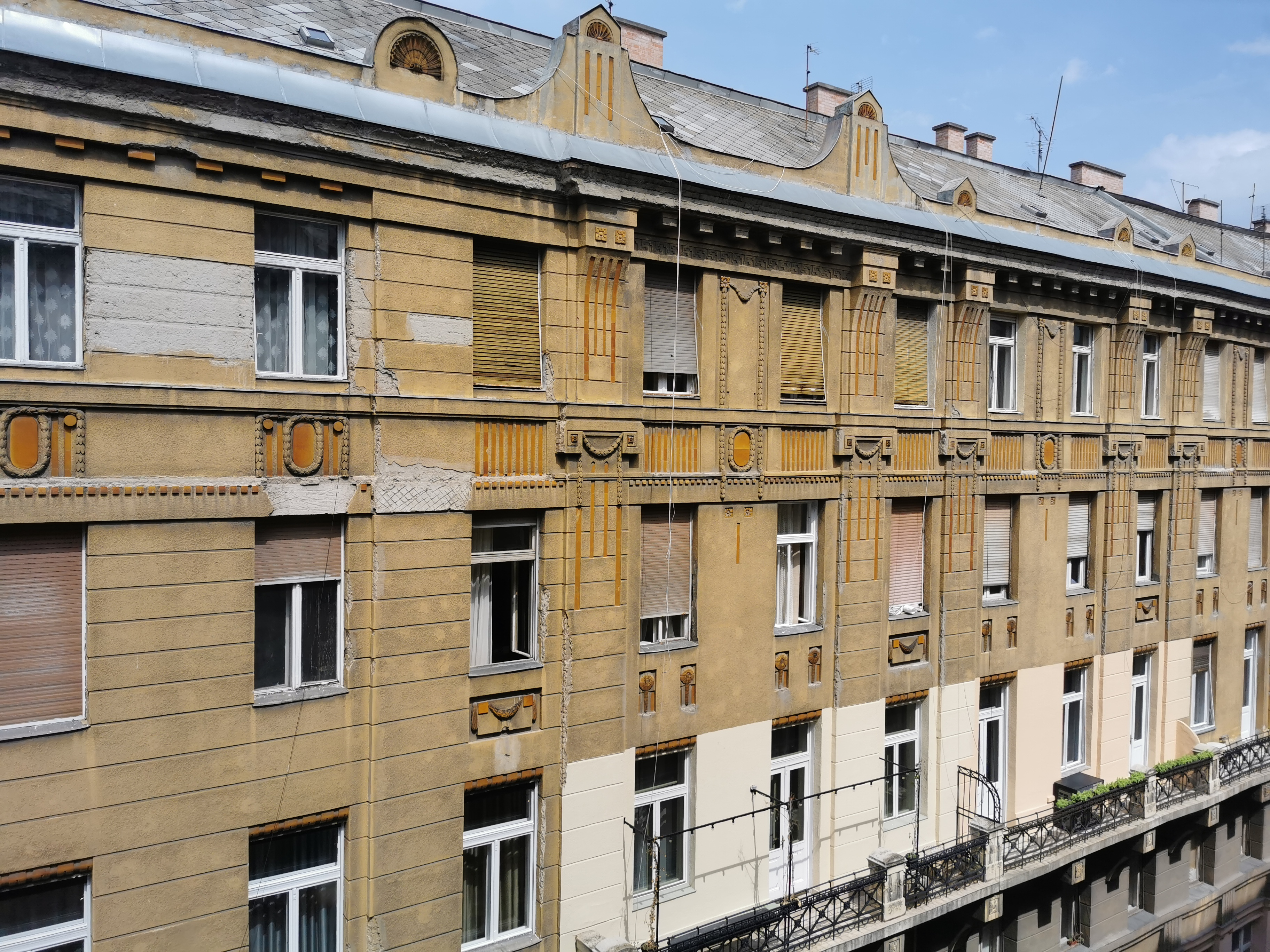
külső részletek
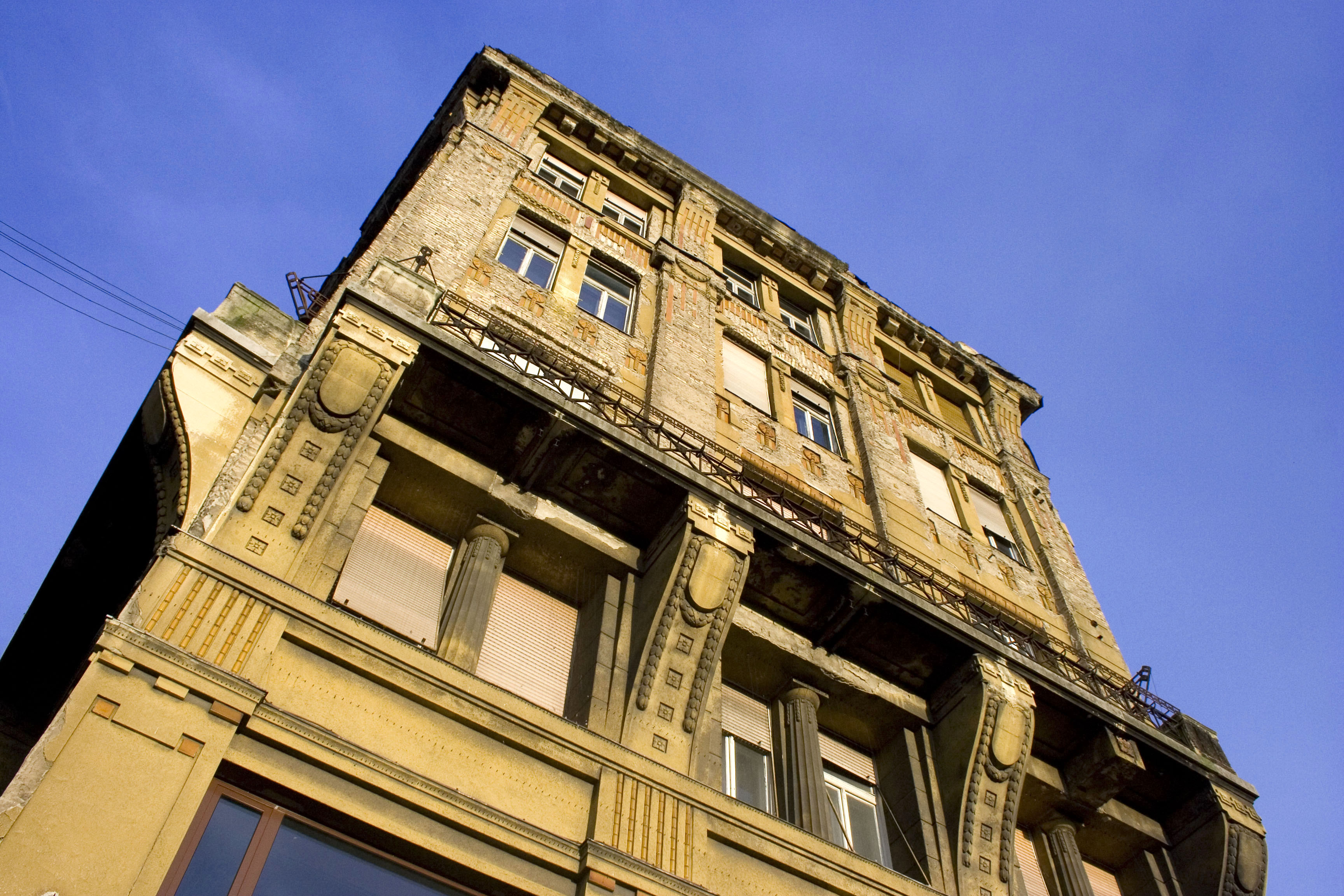
külső részletek
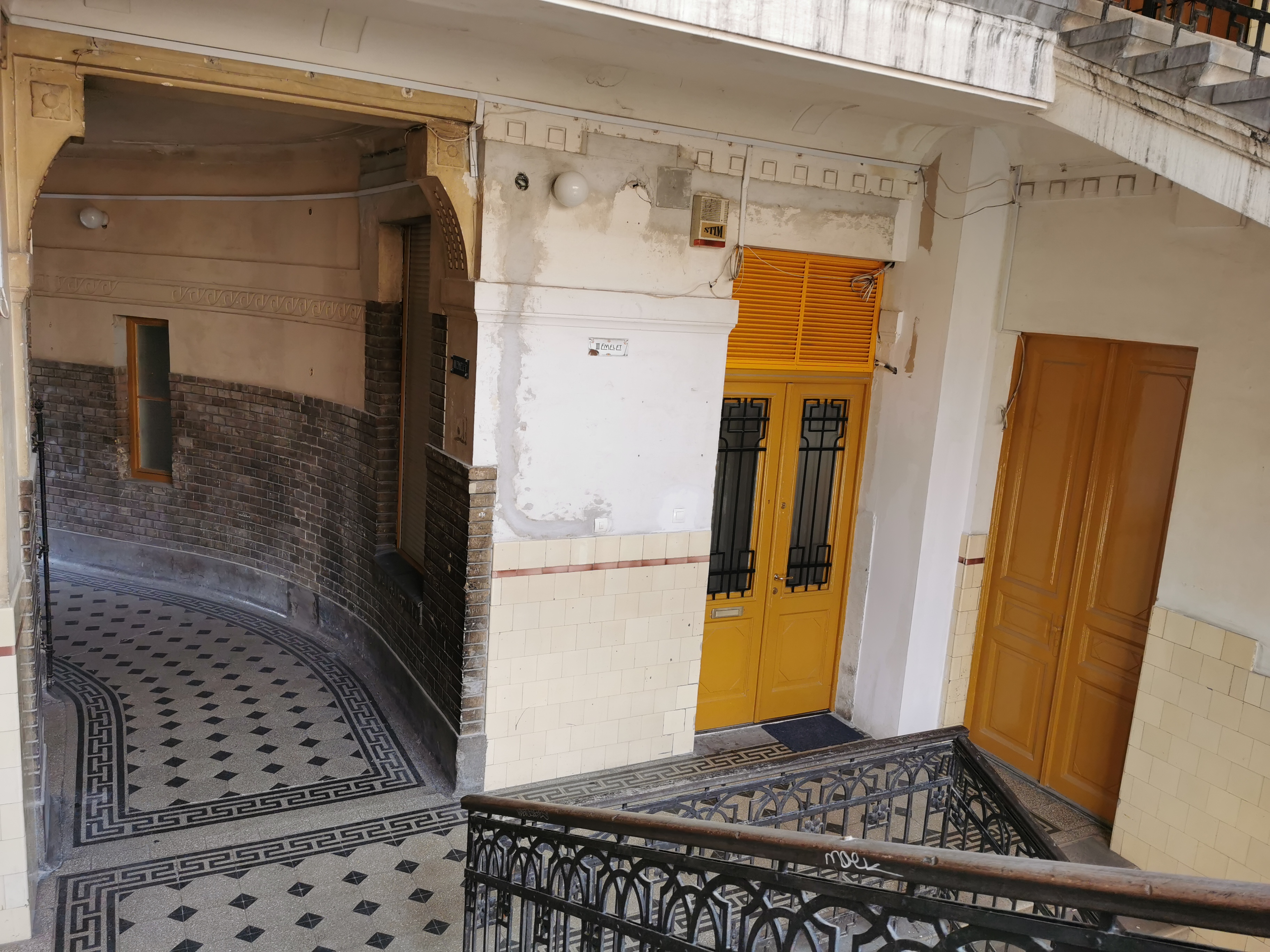
Belső részletek
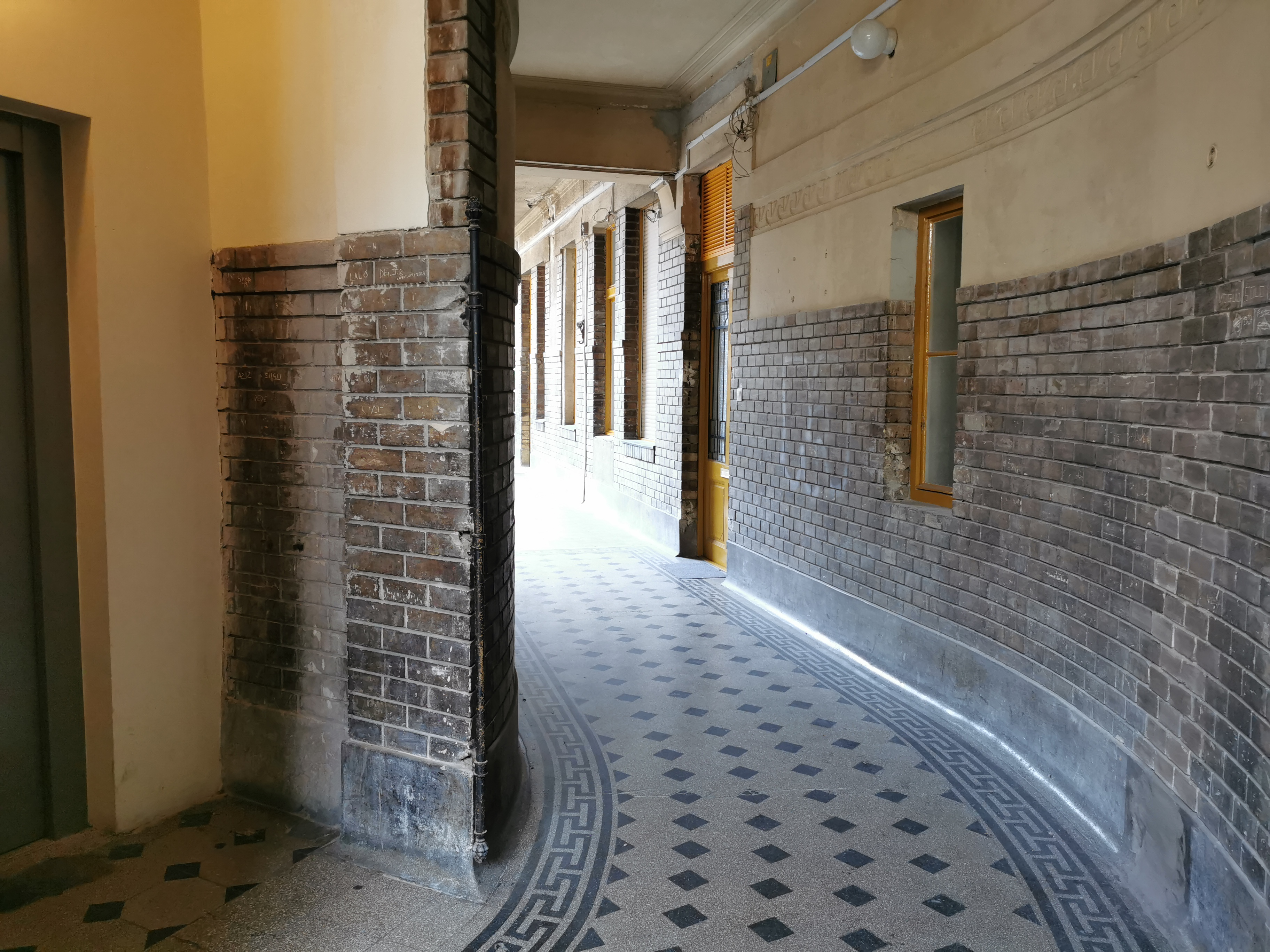
belső részletek
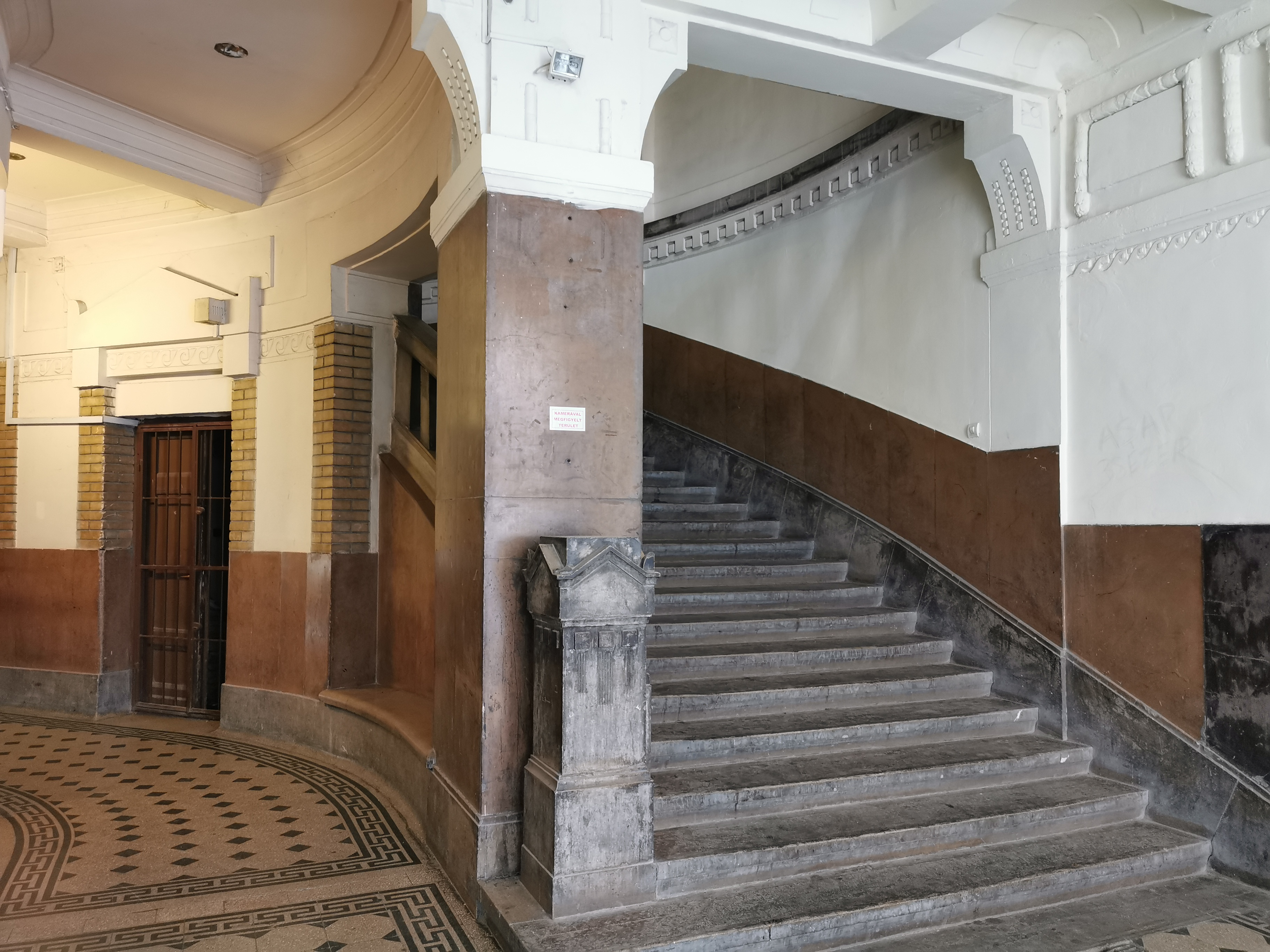
belső részletek
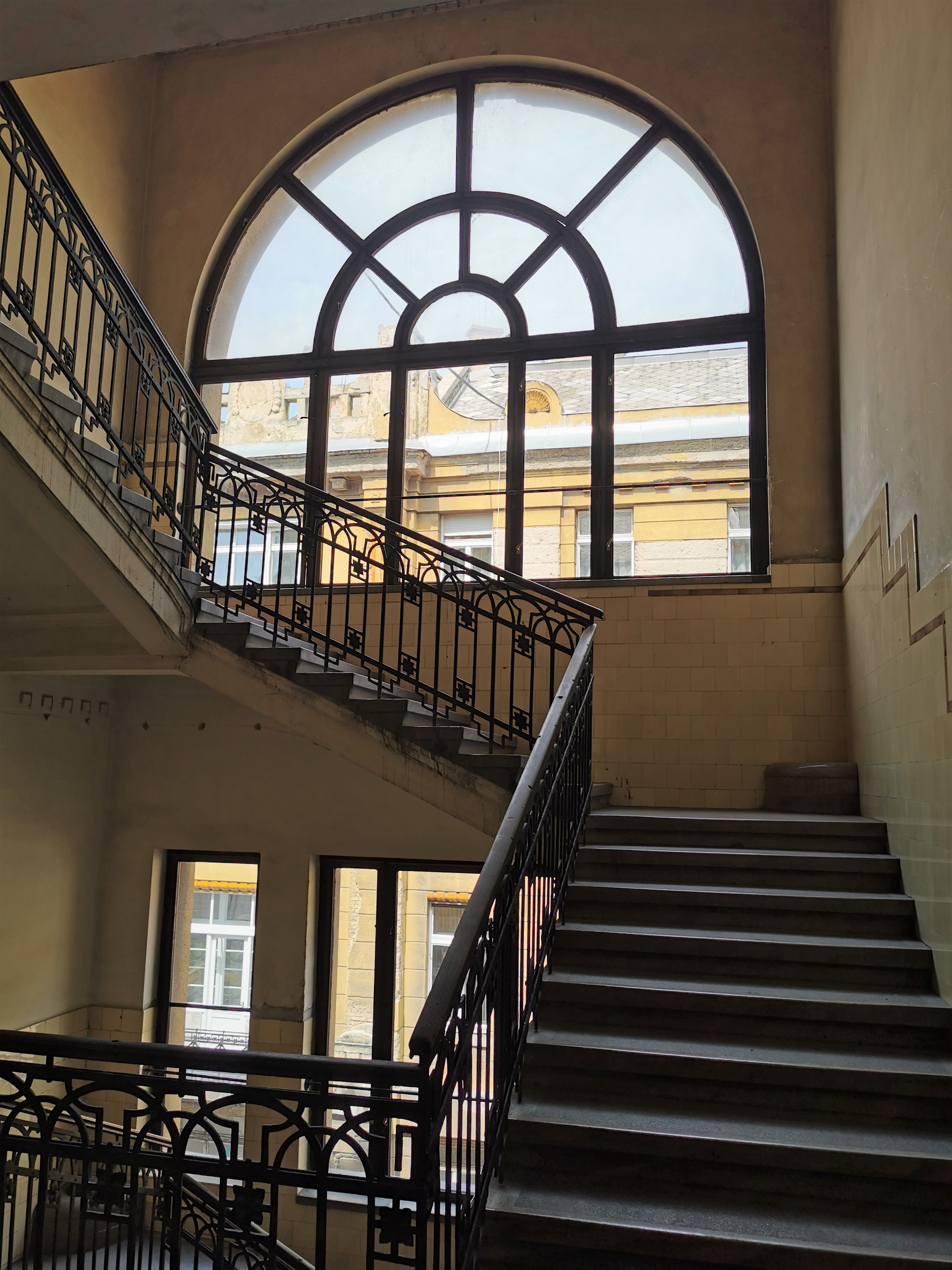
belső részletek
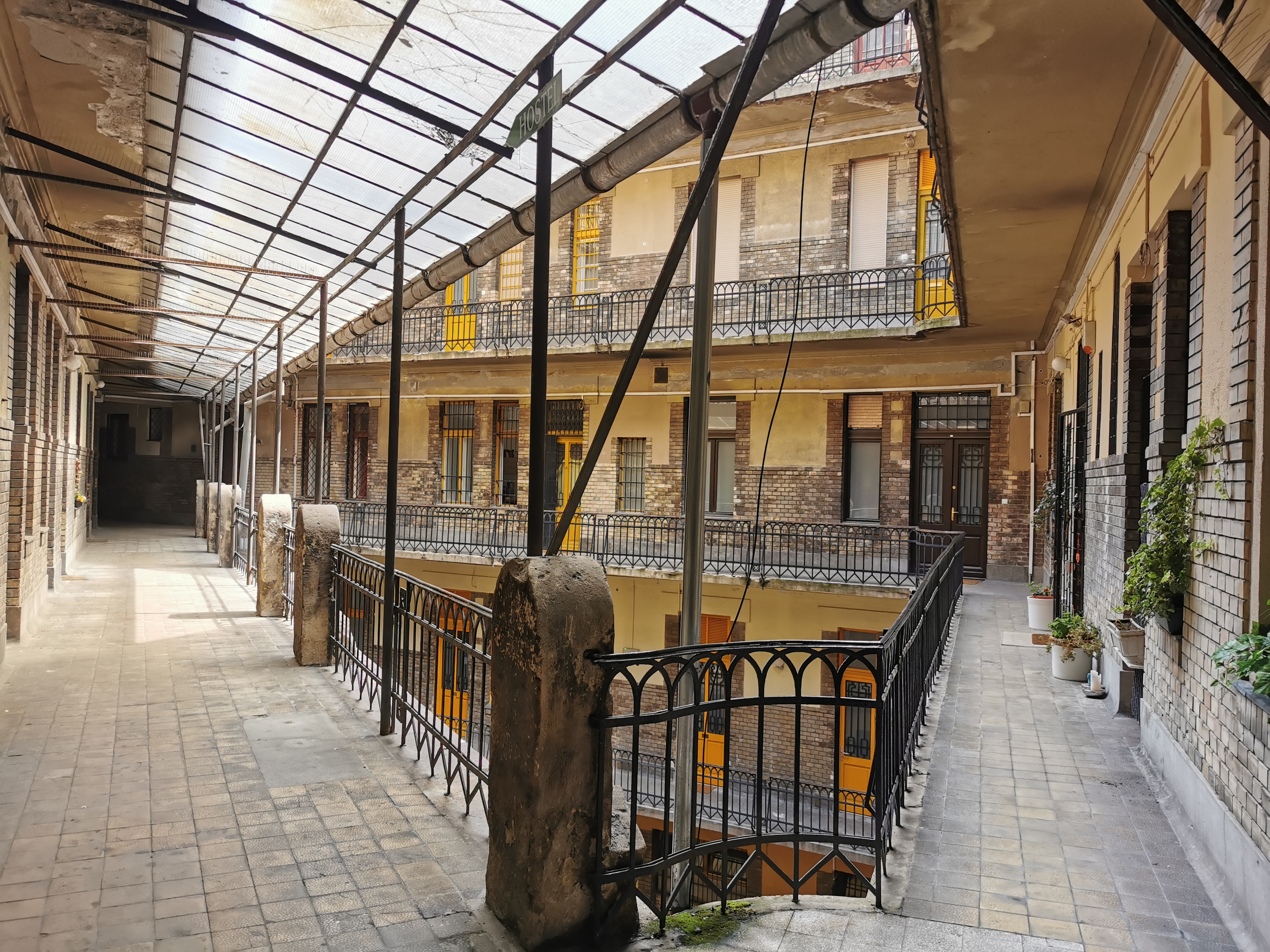
belső részletek
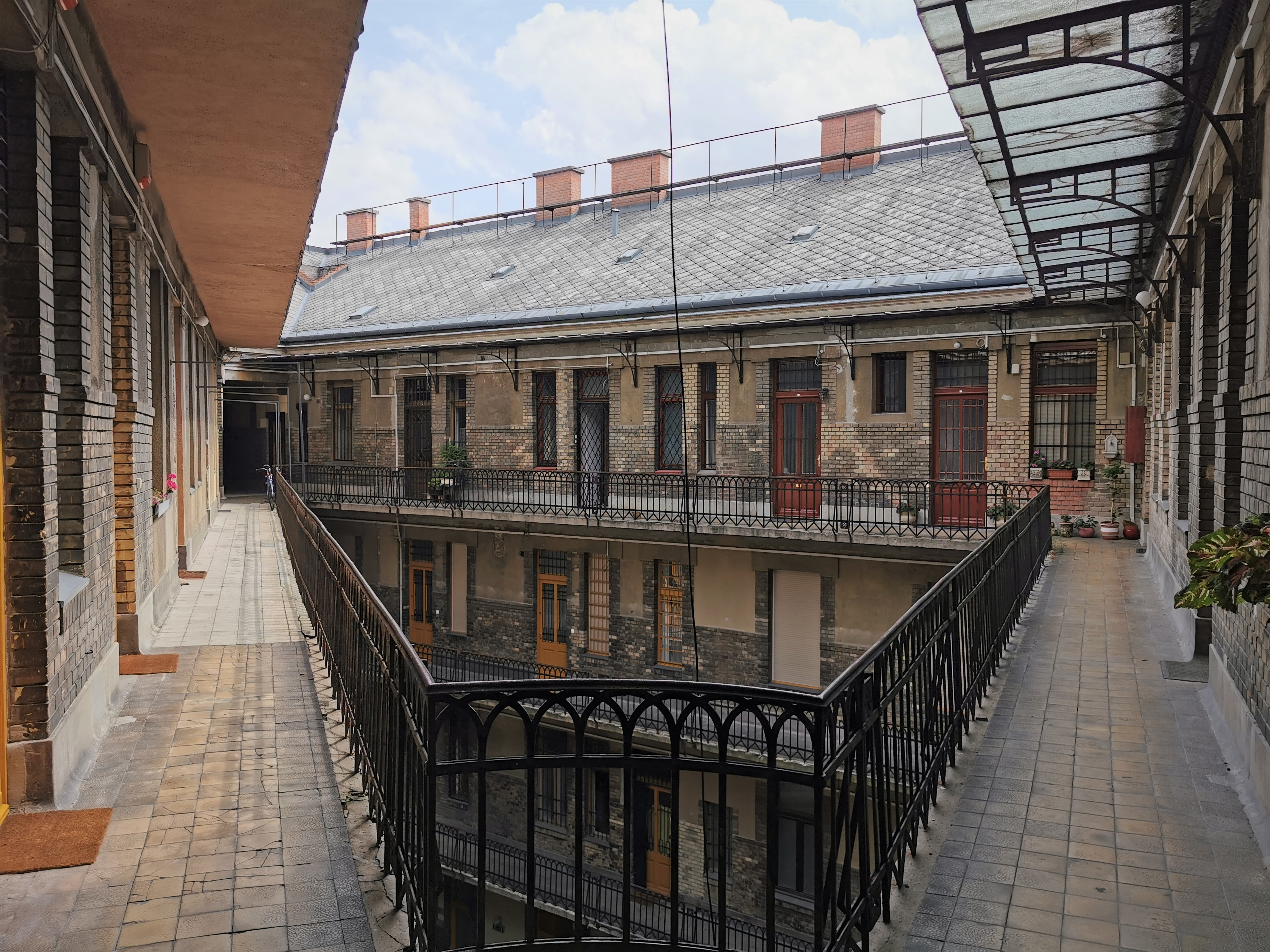
belső részletek